# Hierophis gemonensis
Espèce
Synonymes
- Natrix gemonensis Laurenti, 1768
- Coluber laurenti Bedriaga, 1882
- Hierophis laurenti (Bedriaga, 1882)

Statut de conservation UICN

 LC  : Préoccupation mineure
Hierophis gemonensis, ou couleuvre des Balkans,, est une espèce de serpents de la famille des Colubridae.

## Répartition
Cette espèce se rencontre :
- en Albanie ;
- en Bosnie-Herzégovine, dans le Sud du pays ;
- sur les côtes de la Croatie et sur quelques îles de l'Adriatique ;
- en Grèce, sur le Péloponnèse, sur l'île de Corfou et en Crète ;
- dans le nord-est de l'Italie, dans une zone très réduite aux alentours de Trieste ;
- au Monténégro ;
- en Slovénie.

Elle est présente du niveau de la mer jusqu'à 1 400 m d'altitude.

## Description
Hierophis gemonensis mesure en général moins de 100 cm mais peut atteindre exceptionnellement 130 cm. Son dos varie entre le brun, le brun-roux, le jaune et le gris et présente de nombreuses taches sombres essentiellement sur le tiers antérieur du corps. Les juvéniles ressemblent aux adultes mais leur coloration est plus contrastée.
Cette espèce se nourrit surtout de gros insectes et de lézards mais s'attaque également à de petits mammifères ou à des poussins.
La femelle pond de quatre à dix œufs qui éclosent au bout de 60 à 70 jours. Les juvéniles mesurent environ 15 cm à leur naissance.
Ce serpent se rencontre dans les terrains rocailleux et secs à la végétation basse. Il est également présent dans les vignobles, les oliveraies, les jardins à la campagne, les ruines...

## Étymologie
Son nom d'espèce, composé de gemon[a] et du suffixe latin -ensis, « qui vit dans, qui habite », lui a été donné en référence au lieu de sa découverte, Gemona del Friuli, région où cette espèce est désormais absente.

## Taxinomie
Il existe de nombreux synonymes pour cette couleuvre :
- Natrix gemonensis Laurenti 1768: 76
- Coluber laurenti Bedriaga 1882
- Zamenis gemonensis — Boulenger 1893: 395
- Zamenis gemonensis — Wall 1908: 800
- Zamenis gemonensis — Boulenger 1913
- Coluber gemonensis — Kahl et al. 1980: 233
- Coluber gemonensis —Boulenger & Wilson 1986
- Hierophis gemonensis — Schätti 1988
- Coluber gemonensis — Henle 1993
- Hierophis laurenti — Engelmann et al. 1993
- Coluber gemonensis — Sehnal & Schuster 1999
- Haemorrhois gemonensis - Welch
- Hierophis gemonensis — Nagy et al. 2004
- Hierophis gemonensis — Nagy 2010 (pers. comm.)

Autrefois incluse dans le genre Coluber, cette espèce est passée dans le genre Hierophis après les travaux de Schätti & Utiger en 2001, et Nagy et al. en 2004.

## Publication originale
- Laurenti, 1768 : Specimen medicum, exhibens synopsin reptilium emendatam cum experimentis circa venena et antidota reptilium austriacorum Vienna Joan Thomae p. 1-217 (texte intégral).